# Districtul Vohemar
Districtul Vohemar (denumit în continuare districtul Vohimarina) este un district în nordul Madagascarului. Face parte din regiunea Sava și se învecinează cu districtele Sambava la sud, Ambilobe la vest și Antsiranana II la nord. Suprafața sa are 8.268,55 km2 (3.193 mi2) iar populația a fost estimată la 255.080 de locuitori în 2013. Its capitol is Vohemar.

## Comune
Districtul este împărțit în 19 comune:
- Ambalasatrana
- Ambinanin'andravory
- Amboriala
- Ampanefena
- Ampisikina
- Ampondra
- Andrafainkona
- Andravory
- Antsahavaribe
- Antsirabe Nord
- Belambo
- Bobakindro
- Daraina
- Fanambana
- Maromokotra
- Milanoa
- Nosibe
- Tsarabaria
- Vohemar